# Dermot Sheriff
Dermot Joseph Sheriff (Dublino, 10 agosto 1920 – Athlone, 10 maggio 1993) è stato un cestista irlandese.
Era il fratello di Paddy Sheriff.

## Carriera
Ha disputato cinque partite ai Giochi della XIV Olimpiade segnando un solo punto, contro l'Iran.